# Mount Clifton
Mount Clifton es un lugar designado por el censo ubicado en el condado de Shenandoah en el estado estadounidense de Virginia. En el Censo de 2020 tenía una población de 110 habitantes y una densidad poblacional de 94,83 habitantes por km². Fue incluido como CDP en el censo de 2020.

## Geografía
Mount Clifton se encuentra ubicado en las coordenadas 38°49′7″N 78°45′7″O / 38.81861, -78.75194.Según la Oficina del Censo de los Estados Unidos,  tiene una superficie total de 1,16km², de la cual 1,15 km² corresponden a tierra firme y 0,01 km² a agua.